# Vitstjärtad sångare
Vitstjärtad sångare (Poliolais lopezi) är en fågel i familjen cistikolor inom ordningen tättingar.

## Utseende och läte
Vitstjärtad sångare är en mycket liten och lätt förbisedd mörk sångare med mycket kort stjärt och lysande vita yttre stjärtpennor som gett den sitt namn. Hanen verkar helgrå, med mörkare rygg och hjässa och ljusare buk och strupe. Honan liknar hanen men har rödaktig ton på huvudet. Bland lätena hörs en skrivmaskinsliknande drill och nasala "nya nya nya". Ibland sjunger den i duett, med nasala läten från honan och klara, ofta dubblerade visslingar från hanen. Från fåglar på Bioko hörs också visslande och stigande "wheet".

## Utbredning och systematik
Fågeln placeras som enda art i släktet Poliolais. Den delas in i tre underarter med följande utbredning:
- Poliolais lopezi manengubae – förekommer i sydöstra Nigeria och södra Kamerun (Manenguba och berget Mont Koupé)
- Poliolais lopezi alexanderi – förekommer på berget Kamerun
- Poliolais lopezi lopezi – förekommer på ön Bioko (Guineabukten)

## Levnadssätt
Vitstjärtad skogssångare hittas i bergsskogar. Där ses den ofta i skuggiga buskage.

## Status
Trots det begränsade utbredningsområdet och att den tros minska i antal anses beståndet vara livskraftigt av internationella naturvårdsunionen IUCN. 

## Namn
Fågelns vetenskapliga artnamn hedrar José Lopes, portugisisk taxidermist och samlare av specimen för Boyd Alexander i Kap Verdeöarna och tropiska Afrika.